# オリンパス・OM-D E-M1 Mark III

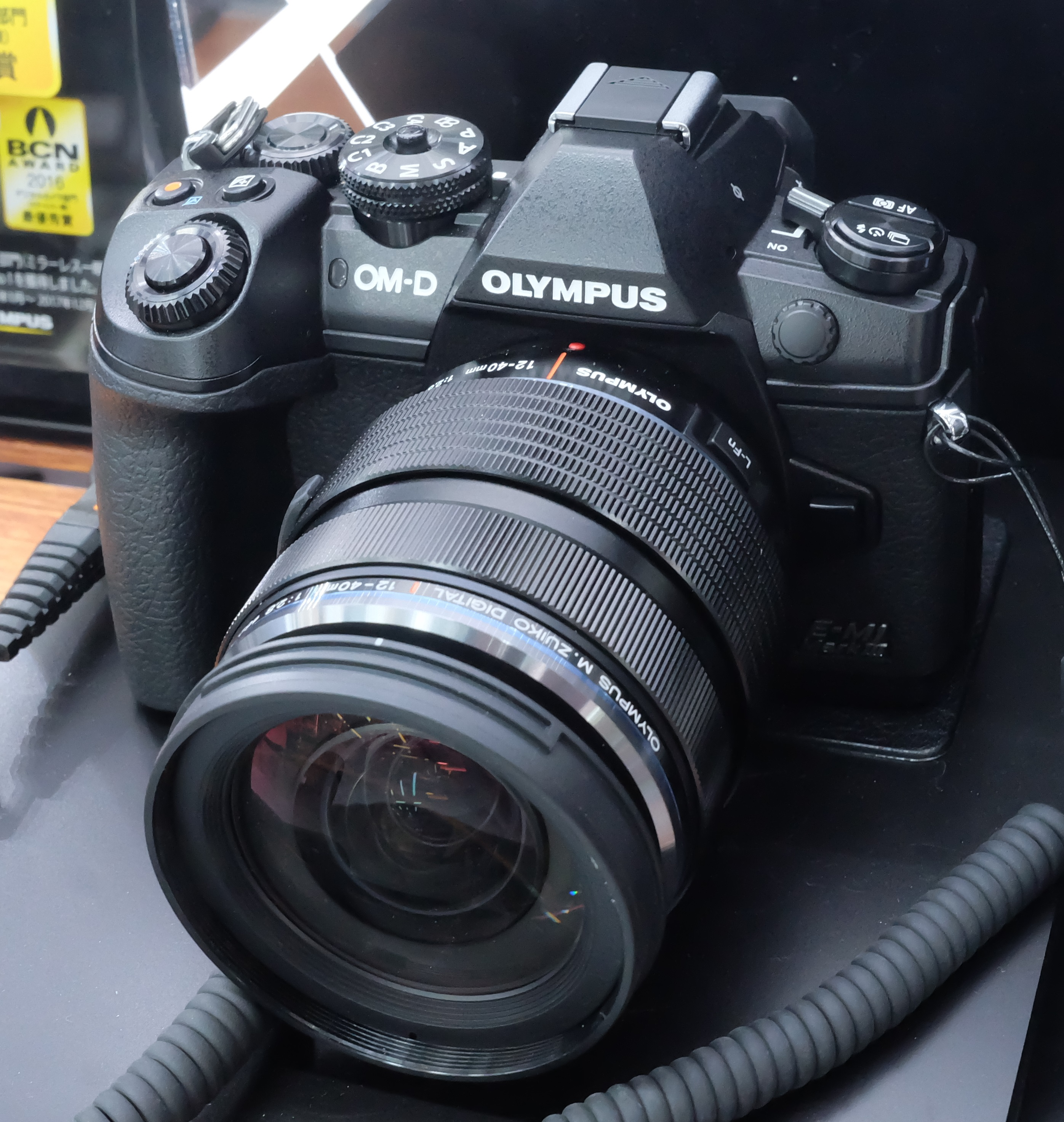
オリンパス・OM-D E-M1 Mark III

オリンパス・OM-D E-M1 Mark IIIは、2020年2月28日にオリンパス（現OMデジタルソリューションズ）から発売された、マイクロフォーサーズシステムのデジタルミラーレス一眼カメラである。

## 概要
オリンパスのマイクロフォーサーズシステムのミラーレス一眼カメラのうち、OM-Dシリーズに属する機種で、同シリーズのフラッグシップモデルであったOM-D E-M1 Mark IIの後継機種である。オールラウンドプロフェッショナルモデルと位置付けられており、フラッグシップ機のOM-D E-M1Xがモータースポーツ、鉄道、飛行機の撮影に優れているのに対し、本機は風景、動物、星景、人物の撮影が想定されている。
ボディは今のところブラックのみである。

## Mark IIからの主な進化点
1. 手ぶれ補正効果が本体のみで6.5段、対応レンズとの併用で7.5段に
2. 新しい画像処理エンジン『TruePic IX』が搭載
3. 『星空AF』『ライブND』が搭載、顔優先/瞳優先AFの性能も向上
4. ハイレゾショット（連続撮影した8枚の画像を合成。最大8000万画素相当）の撮影が手持ちでも可能に(手持ちの場合は最大5000万画素相当)
5. 40万回の高耐久シャッターユニットを搭載
6. AF低輝度限界が-6EVに
7. PD規格対応のUSB給電が可能に
8. ハイレゾショット（連続撮影した8枚の画像を合成。最大8000万画素相当）の撮影が手持ちでも可能に(手持ちの場合は最大5000万画素相当)
9. ユーザーインターフェースを更新、背面にマルチセレクターを装備[3][2][4]